# Varín (Siem Riep)
Varin es uno de los trece distritos que forman la provincia camboyana de Siem Riep, con una población estimada en marzo de 2008 de 32 026 habitantes. Está dividido en las siguientes  comunas (khum), que se muestran asimismo con población estimada de 2008:
- Lvea Krang 2,963
- Prasat 5,042
- Srae Nouy 12,800
- Svay sa 4,671
- Varin 6,550[1]